# غيظه باعكيفة (حجر)
'

تعديل مصدري - تعديل

غيظه باعكيفة هي إحدى قرى عزلة الجول بمديرية حجر التابعة لمحافظة حضرموت، بلغ تعداد سكانها 46 نسمة حسب تعداد اليمن لعام 2004.